# Frank Martin
Frank Théodore Martin (ur. 15 września 1890 w Genewie, zm. 21 listopada 1974 w Naarden) – szwajcarski kompozytor.

## Życiorys
Pochodził z rodziny hugenotów, osiadłej w Szwajcarii od połowy XVIII wieku. Był dziesiątym i najmłodszym dzieckiem pastora. W 1908 roku rozpoczął studia matematyczno-fizyczne na Uniwersytecie Genewskim, których jednak nie ukończył. W latach 1906–1914 uczył się prywatnie muzyki u Josepha Laubera. Podczas I wojny światowej odbył służbę w wojsku jako telegrafista. W 1918 roku zawarł związek małżeński i przeprowadził się do Zurychu. W latach 1921–1922 przebywał w Rzymie, a od 1924 do 1925 roku w Paryżu, gdzie współpracował z Rosyjskim Teatrem Marionetek Julii Sazonowej.
W 1926 roku wrócił do Genewy, gdzie założył zespół kameralny Société de Musique de chambre de Genève, z którym występował jako pianista i klawesynista. W latach 1926–1936 współpracował jako recenzent koncertów symfonicznych z La Tribune de Genève. W 1928 roku uzyskał dyplom w genewskim Instytucie Jaques-Dalcroze’a, gdzie następnie w latach 1928–1938 wykładał improwizację i teorię rytmu. W latach 1930–1933 i 1941–1946 profesor kompozycji w konserwatorium w Genewie. Założyciel i dyrektor działającego w latach 1933–1939 Technicum moderne de musique. Od 1942 do 1946 roku prezes związku kompozytorów szwajcarskich. W 1946 roku osiadł na stałe w Holandii. W latach 1950–1957 prowadził klasę kompozycji w Hochschule für Musik w Kolonii, gdzie jednym z jego uczniów był Karlheinz Stockhausen.
Doctor honoris causa Uniwersytetu Genewskiego (1949) i Uniwersytetu w Lozannie (1961). W 1951 roku został laureatem Prix de Genève. Honorowy członek Akademii Muzycznej św. Cecylii w Rzymie. Odznaczony Krzyżem Zasługi 1. Klasy Orderu Zasługi Republiki Federalnej Niemiec (1968).

## Twórczość
Twórczość Martina pozostaje poza głównymi nurtami muzyki XX-wiecznej, łączy w sobie różne elementy i tendencje. W pierwszym okresie jego twórczości dostrzegalne są wpływy Césara Francka, Gabriela Faurégo, Maurice’a Ravela i Claude’a Debussy’ego. Własny, dojrzały styl wypracował stosunkowo późno, bo dopiero w latach 30. XX wieku. Martin zaadaptował częściowo elementy techniki dodekafonicznej Arnolda Schönberga, odrzucając jednak jej intelektualny dogmatyzm prowadzący do destrukcji sensu tonalnego i zniesienia hierarchii między dźwiękami. W muzyce Martina dodekafonia łączy się z impresjonistyczną tonalnością, wrażliwość kolorystyczna zaś ze ściśle linearną konstrukcją utworów. Ważną część jego twórczości stanowi muzyka religijna.

## Wybrane kompozycje
(na podstawie materiałów źródłowych)

### Utwory orkiestrowe
- Suita (1913)
- Symphonie pour orchestre burlesque (1915)
- Esquise (1920)
- Rythmes (1926)
- Symfonia (1937)
- Du Rhône au Rhin (1939)
- Petite symphonie concertante na harfę, klawesyn, fortepian i 2 orkiestry smyczkowe (1945, 2 wersja na orkiestrę smyczkową pt. Symphonie concertante 1946)
- Concerto pour sept instruments à vent, timbales, batterie et orchestre à cordes (1949)
- Etiudy na orkiestrę smyczkową (1956)
- Ouverture en hommage à Mozart (1956)
- Ouverture en rondeau (1958)
- Inter arma caritas (1963)
- Les quatre éléments (1964)
- Erasmi monumentum na orkiestrę i organy (1969)

### Utwory na orkiestrę i instrumenty solowe
- 2 koncerty fortepianowe (I 1934, II 1969)
- Ballada na saksofon, orkiestrę smyczkową, perkusję i fortepian (1938)
- Ballada na fortepian i orkiestrę (1939)
- Koncert skrzypcowy (1951)
- Koncert na klawesyn i orkiestrę kameralną (1952)
- Koncert wiolonczelowy (1966)
- Trois danses na obój, harfę, kwintet smyczkowy i orkiestrę smyczkową (1970)
- Ballada na altówkę i orkiestrę instrumentów dętych drewnianych (1972)
- Polyptyque na skrzypce i 2 orkiestry smyczkowe (1973)

### Utwory kameralne
- 2 sonaty na skrzypce i fortepian (I 1913, II 1932)
- Kwintet na fortepian i kwartet smyczkowy (1919)
- Pavane couleur du temps na kwintet smyczkowy (1920)
- Trio sur des mélodies populaires irlandaises na skrzypce, wiolonczelę i fortepian (1925)
- Rapsodia na 2 skrzypiec, 2 altówki i kontrabas (1935)
- Trio smyczkowe (1936)
- Sonata da chiesa na violę d’amore i organy (1938, 2. wersja na flet i organy 1941, 3. wersja na violę d’amore i orkiestrę smyczkową 1952, 4. wersja na flet i orkiestrę smyczkową 1958)
- Ballada na flet i fortepian (1939, 2. wersja na flet i orkiestrę symfoniczną 1939, 3. wersja na flet, orkiestrę smyczkową i fortepian 1941)
- Ballada na puzon i fortepian (1940, 2. wersja na puzon i orkiestrę kameralną 1941)
- Ballada na wiolonczelę i fortepian (1949, 2. wersja na wiolonczelę i orkiestrę 1949)
- Kwartet smyczkowy (1967)

### Utwory fortepianowe
- Huit préludes pour le piano (1948)
- Clair de lune (1952)
- Au clair de la lune na 4 ręce (1955)
- Etude rythmique (1965)
- Esquisse (1965)
- Fantaisie sur des rythmes flamenco na fortepian i taniec ad libitum (1974)
- Uwertura i fokstrot na 2 fortepiany (1924)
- Petite marche blanche et trio noir na 2 fortepiany (1937)
- Les grenouilles, le rossignol et la pluie na 2 fortepiany (1937)

### Utwory na instrumenty solowe
- Quatre pièces brèves pour guitare (1933, 2. wersja na fortepian pt. Guitare 1933)
- Passacaglia na organy (1944, 2. wersja na orkiestrę smyczkową 1952, 3. wersja na orkiestrę symfoniczną 1962)

### Utwory na chór a cappella
- Oda i sonet na 3 głosy żeńskie z wiolonczelą ad libitum do słów Pierre’a de Ronsard (1912)
- Chantons, je vous en prie do słów Pauline Martin według Mystère de la Passion Arnoula Grébana (1920)
- Msza na podwójny chór a cappella (1926)
- Le coucou na 7 głosów żeńskich do słów Paul-Jeana Touleta (1930)
- Chanson na 4 głosy żeńskie do słów Charlesa Ferdinanda Ramuza (1930)
- Chanson en canon do słów Charlesa Ferdinanda Ramuza (1930)
- Janeton na chór męski do słów Rolanda Stähli (1943)
- Petite église na chór męski lub żeński do słów Henri Devaina (1944)
- Canon pour Werner Reinhardt na 8 głosów do słów Pierre’a de Ronsard (1944)
- A la foire d’amour na chór męski do słów Francisa Bourquin (1945)
- Chanson des jours de pluie na chór męski do słów Rolanda Stähli (1945)
- A la fontaine na chór męski do słów Rolanda Stähli (1945)
- Cinq chants d’Ariel do słów Williama Shakespeare’a (1950)
- Verse à boire do słów popularnych (1961)

### Utwory na głos i instrumenty
- Quatre sonnets à Cassandre na mezzosopran, flet, altówkę i wiolonczelę do słów Pierre’a de Ronsard (1921)
- Chanson du mezzetin na sopran i mandolinę lub obój, skrzypce i wiolonczelę do słów Paula Verlaine’a (1923)
- Le vin herbé na 12 głosów solowych, 2 skrzypiec, 2 altówki, 2 wiolonczele, kontrabas i fortepian do słów Josepha Bédier (cz. I 1938, cz. II i III 1940–1941)
- Cantate pour le 1er août na chór lub kwartet wokalny i fortepian lub organy do słów popularnych (1941)
- Sechs Monologe aus Jedermann na baryton i fortepian do słów Hugo von Hofmannsthala (1944, 2. wersja na baryton lub alt i orkiestrę 1949)
- Dédicace na tenora i fortepian do słów Pierre’a de Ronsard (1945)
- Quant n’ont assez fait do-do na tenora, gitarę i fortepian na 4 ręce do słów Karola Orleańskiego (1947)
- Trois chants de Noël do słów Alberta Rudhardta (1947)
- Drei Minnelieder na sopran i fortepian do słów anonima z XIII wieku, Dietmara von Aist i Walthera von der Vogelweide (1960, 2. wersja na sopran, flet, altówkę i wiolonczelę 1960)
- Ode à la musique na chór, trąbkę, 2 waltornie, 3 puzony, kontrabas i fortepian do słów Guillaume’a de Machaut (1961)
- Ballade des Pendus na 3 głosy męskie i 3 gitary elektryczne do słów François Villona (1971)
- Et la vie l’emporta na alt i baryton solo, mały zespół wokalny i instrumenty do słów Maurice’a Zundela, Marcina Lutra i anonima z XVI wieku (1974)

### Utwory na głos i orkiestrę
- Trois poèmes païens na baryton i orkiestrę do słów Leconte’a de Lisle (1910)
- Le Roy a fait battre tambour na altówkę i orkiestrę kameralną do słów popularnych (1916)
- Les dithyrambes na 4 głosy solowe, chór, chór dziecięcy i orkiestrę do słów Pauline Martin (1918)
- Cantate sur la Nativité na głos solowy, chór, chór chłopięcy, klawesyn, instrumenty smyczkowe i organy do słów Arnoula Grébana (1929)
- Der Cornet na alt i orkiestrę do słów Rainera Marii Rilkego (1943)
- In terra pax na 5 głosów solowych, 3 chóry i orkiestrę do słów Starego i Nowego Testamentu (1944)
- Golgotha na 5 głosów solowych, chór, orkiestrę i organy do słów Starego i Nowego Testamentu z liturgii Wielkiej Soboty i św. Augustyna (1948)
- Pseaumes de Genève na chór, chór chłopięcy, orkiestrę i organy do Księgi Psalmów w przekładzie Clémenta Marota i Teodora Bezy (1958)
- Mystère de la Nativité na 9 głosów solowych, 3 chóry i orkiestrę do słów Arnoula Grébana (1959)
- Pilate na baryton, mezzosopran, tenora, bas, chór i orkiestrę Arnoula Grébana (1964)
- Magnificat na sopran, skrzypce i orkiestrę do słów Magnificatu w tłumaczeniu Marcina Lutra (1967)
- Maria-Triptychon na sopran, skrzypce i orkiestrę do słów Zdrowaś Maryjo i Magnificatu w tłumaczeniu Marcina Lutra i Stabat Mater w wersji łacińskiej (1968)
- Requiem na 4 głosy solowe, chór, orkiestrę i organy (1972)

### Utwory sceniczne
- opera Der Sturm w 3 aktach, libretto według Williama Shakespeare’a w tłumaczeniu Augusta Wilhelma Schlegla (1955, wyst. Wiedeń 1956)
- opera komiczna Monsieur de Pourceaugnac w 3 aktach do libretta według Moliera (1960, wyst. Genewa 1963)
- balet Das Märchen vom Aschenbrödel, libretto na motywach baśni o Kopciuszku (1941)
- muzyka do sztuk teatralnych: Oedipe Roi Sofoklesa (1922), Oedipe à Colone Sofoklesa (1923), La divorce Jean-François Regnarda (1928), Jeux du Rhône René-Louisa Piachauda (1929), Roméo et Juliette Williama Shakespeare’a w tłum. René Moraxa (1929), La nique à Satan Alberta Rudhardta (1931), Athalie Jeana Racine’a (1946)
- La voix des siècles, muzyka sceniczna na obchody 2000-lecia Genewy (1942)
- muzyka do spektaklu plenerowego Ein Totentanz zu Basel im Jahre 1943 (1943)